# 1400-річний ялівець у заказнику Канака

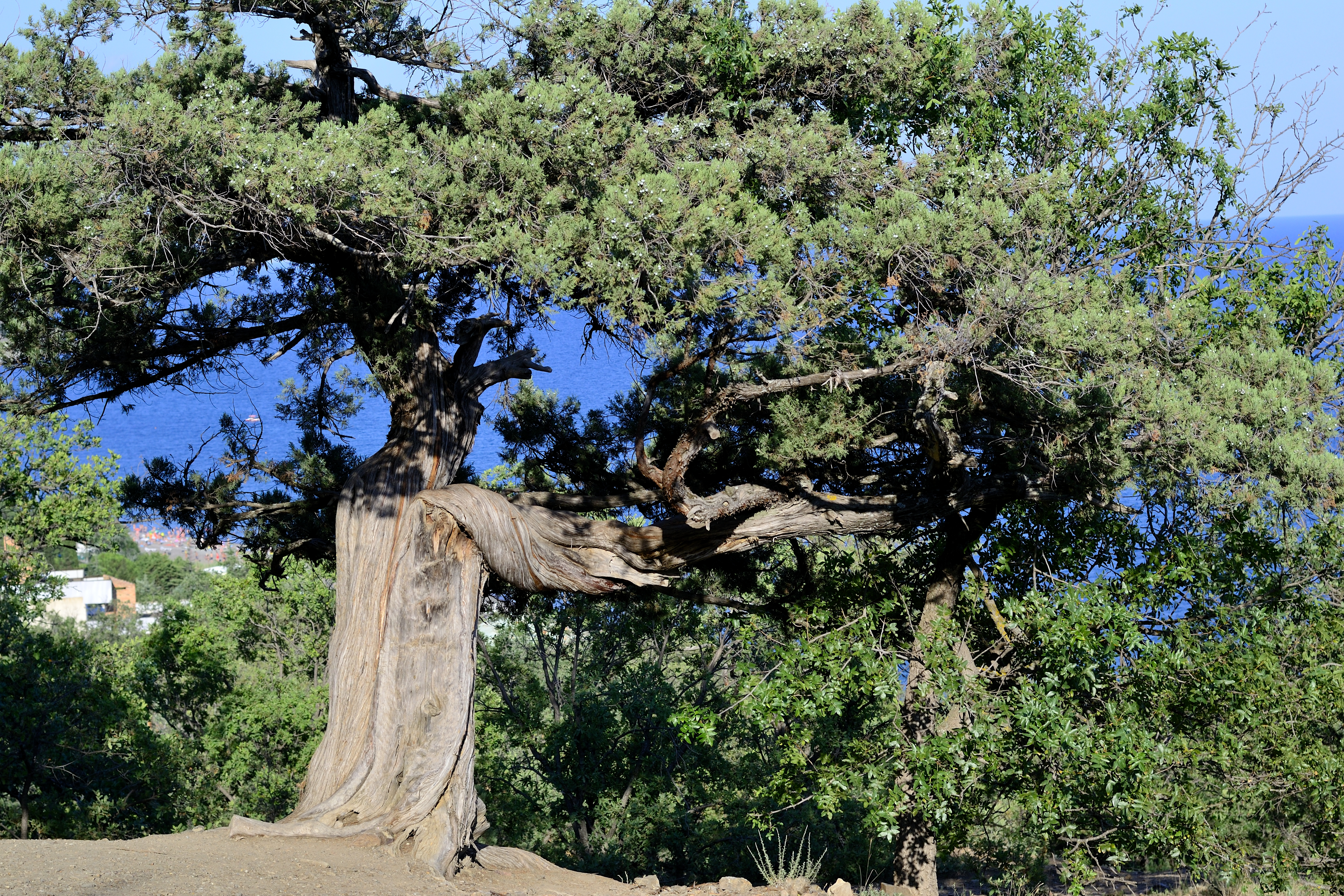

1400-річний ялівець в заказнику Канака. Обхват 4,20 м. Висота 6 м. На висоті 1,5 м дерево розходиться на три частини, частину гілок спиляно. Вік 1400 років. Один з найстаріших кримських ялівців. Росте в заказнику Канака (Крим), Привітненського лісництва Судацького лісгоспу в балці. Дерево вимагає охоронного статусу.

## Ресурси Інтернету
- Фотогалерея самых старых и выдающихся деревьев Украины  [Архівовано 8 квітня 2014 у Wayback Machine.]

## Виноски
1. 1 2   Шнайдер С. Л., Борейко В. Е., Стеценко Н. Ф. 500 выдающихся деревьев Украины. — К.: КЭКЦ, 2011. — 203 с.